# Coleophora zukowskii
Coleophora zukowskii is een vlinder uit de familie kokermotten (Coleophoridae). De wetenschappelijke naam is voor het eerst geldig gepubliceerd in 1959 door Toll.
De soort komt voor in Europa.